# Eudendrium pocaruquarum
Eudendrium pocaruquarum is een hydroïdpoliep uit de familie Eudendriidae. De poliep komt uit het geslacht Eudendrium. Eudendrium pocaruquarum werd in 1995 voor het eerst wetenschappelijk beschreven door Marques. 